# 肝っ玉おっ母とその子どもたち
『肝っ玉おっ母とその子どもたち』（独：Mutter Courage und ihre Kinder）は、ベルトルト・ブレヒトによる戯曲。1939年成立。

## 梗概
三十年戦争時代のドイツおよびポーランドが舞台である。主人公は「クラーシェ(Courage/肝っ玉)」とあだ名される女性アンナ・フィアリングで、兵隊を相手に商売をする酒保商人である。彼女にはそれぞれ父親の違う3人の子供がいるが、長男、次男は相次いで軍に徴兵される。会計係の次男シュワイツアーカース（スイスチーズ）はやがて戦死し、長男アイリフは平和になった時期に百姓を殺して略奪をしたため処刑され、残された唖の娘カトリンもまた、軍の襲来を町に知らせようとして射殺される。クラーシェは子供を次々と奪っていく戦争を呪いながらも、戦争を相手にした商売を最後までやめることはできない。
互いに独立した12の景からなり、パウル・デッサウ作曲による9つのソングが挿入される。ブレヒトの「叙事的演劇」の代表作であり、景のはじめには幻灯によって演じられる内容が予告され、それによって筋を批判的に鑑賞することが観客に促される。

## 成立と上演

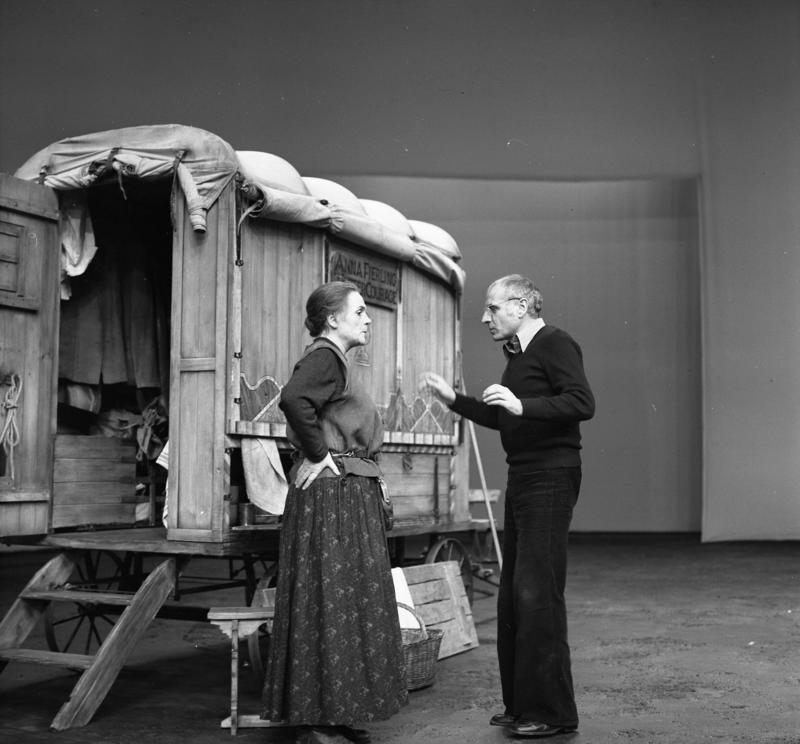
演出家のマンフレート・ヴェクヴェルスの指導を受ける、「クラーシェ」役のギーセラ・マイ。ベルリンにて1973年撮影。

この戯曲はブレヒトが亡命先のスウェーデンにて5週間で一気呵成に書きあげたもので、フィンランドの愛国作家ルーネベリの物語詩『ストール旗手物語』が着想のきっかけと言われている。また「クラーシェ」というヒロインのあだ名はグリンメルスハウゼンの小説『放浪の女ペテン師クラーシェ』から取られているが、いずれも物語自体はそれほど関わりがない。
初演は1941年4月19日、チューリヒで行われ、テレーゼ・ギーゼがクラーシェを演じた。戦後、東ドイツのドイツ座にて、ブレヒトの妻ヘレーネ・ヴァイゲル主演で再演され、その成果は劇団ベルリナー・アンサンブル設立の基礎となった。ブレヒト自身はヒロイン「クラーシェ」に同情的なだけの演出には批判的であり、ヒロインの行動を客観的に見せることを演出家に促していた。そのため自分の演出による上演の記録を「モデルブック」として出版もしている。

### 日本国内での上演
1988年、無名塾によるバージョンが、宮崎恭子（隆巴）演出のもとで上演され、宮崎の夫である仲代達矢がアンナ役を演じた。
2017年10月14日から11月12日まで、宮崎の演出ノートを基に、同じ劇団によるバージョンが能登演劇堂にて上演された。
これとは別に、2016年9月23日から28日には、札幌座によるバージョンが上演された。札幌座のバージョンの演出は斎藤歩が務め、櫻井幸絵がアンナを演じた。2025年5月30日から6月22日まで能登半島地震復興公演として、再び仲代達矢をアンナ役として能登演劇堂で上演される。